# Rhabdotis albonotata
Rhabdotis albonotata är en skalbaggsart som beskrevs av Moser 1907. Rhabdotis albonotata ingår i släktet Rhabdotis och familjen Cetoniidae. Inga underarter finns listade i Catalogue of Life.